# Groot Arbitrament
Met het Groot Arbitrament werd in 1533 een structurele verbetering van de organisatie van het zeedijkonderhoud van de Friese westkust ingevoerd en er werd een basis gelegd voor een redelijke lastenverdeling. De waterschappen ('contributies') die toen zijn ontstaan hebben eeuwen gefunctioneerd.

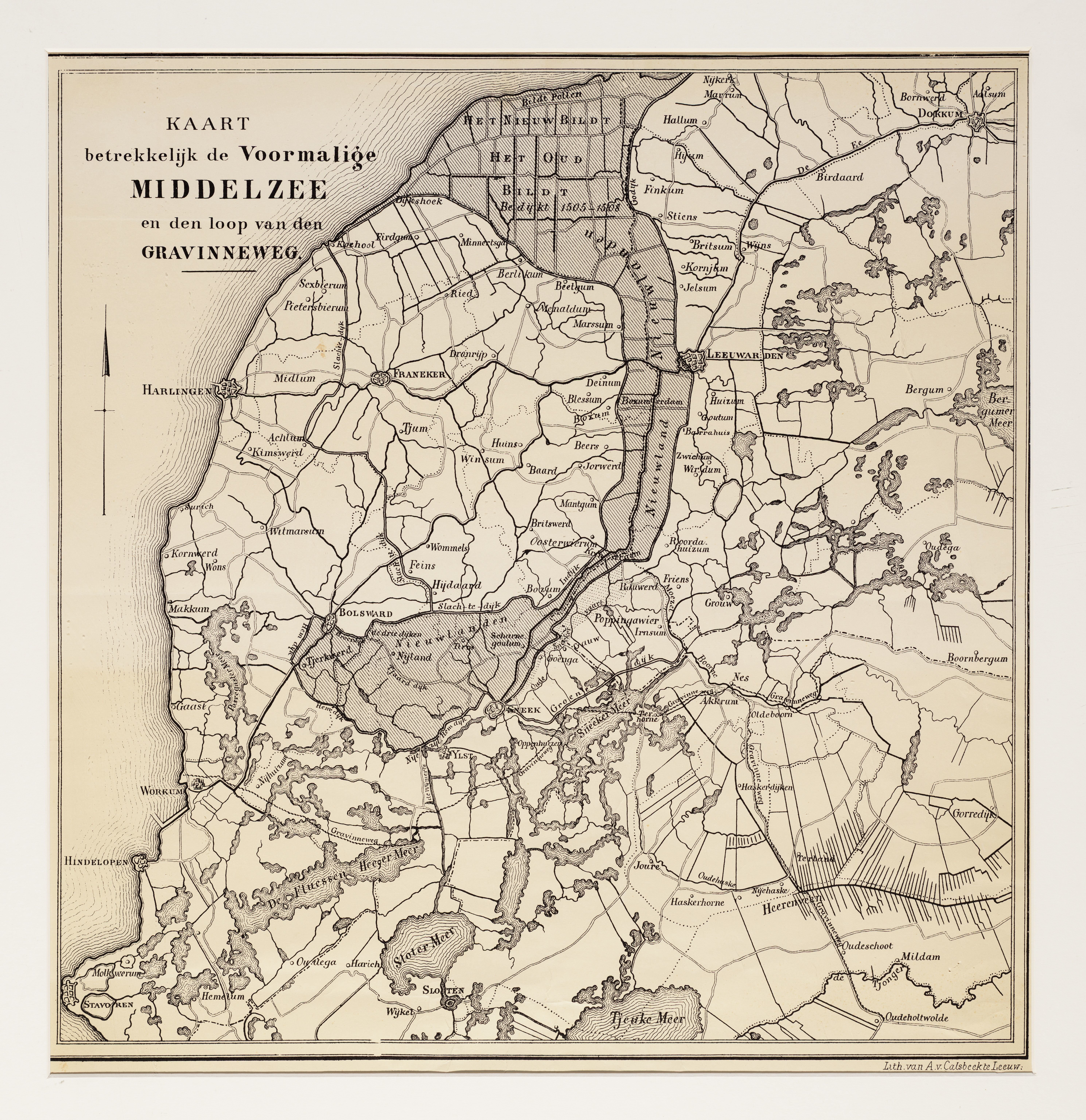
Friesland met voormalige Middelzee

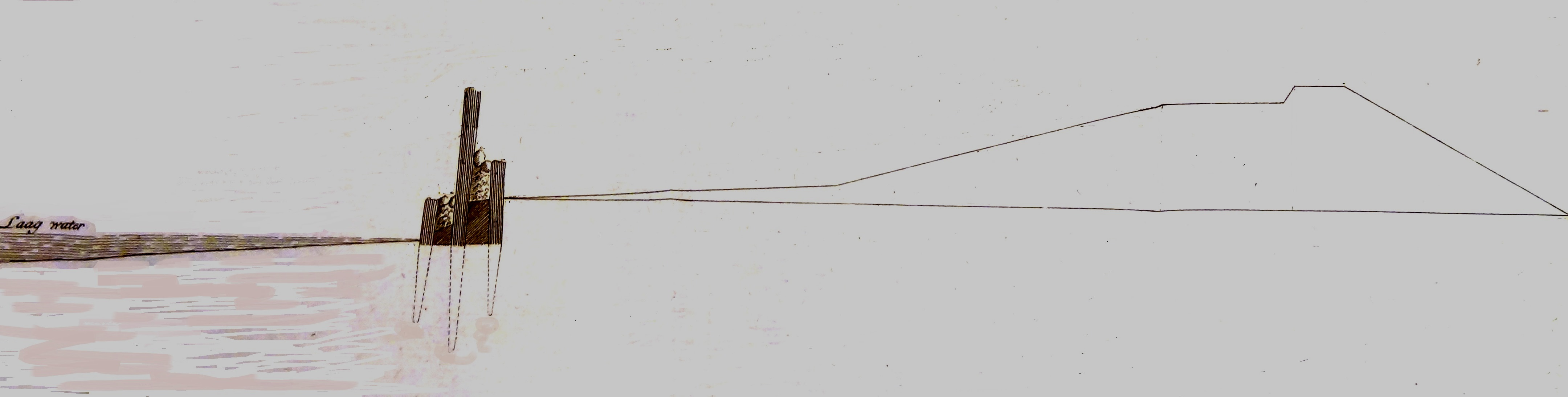
Zeedijk met paalwerk voor buitendijks land

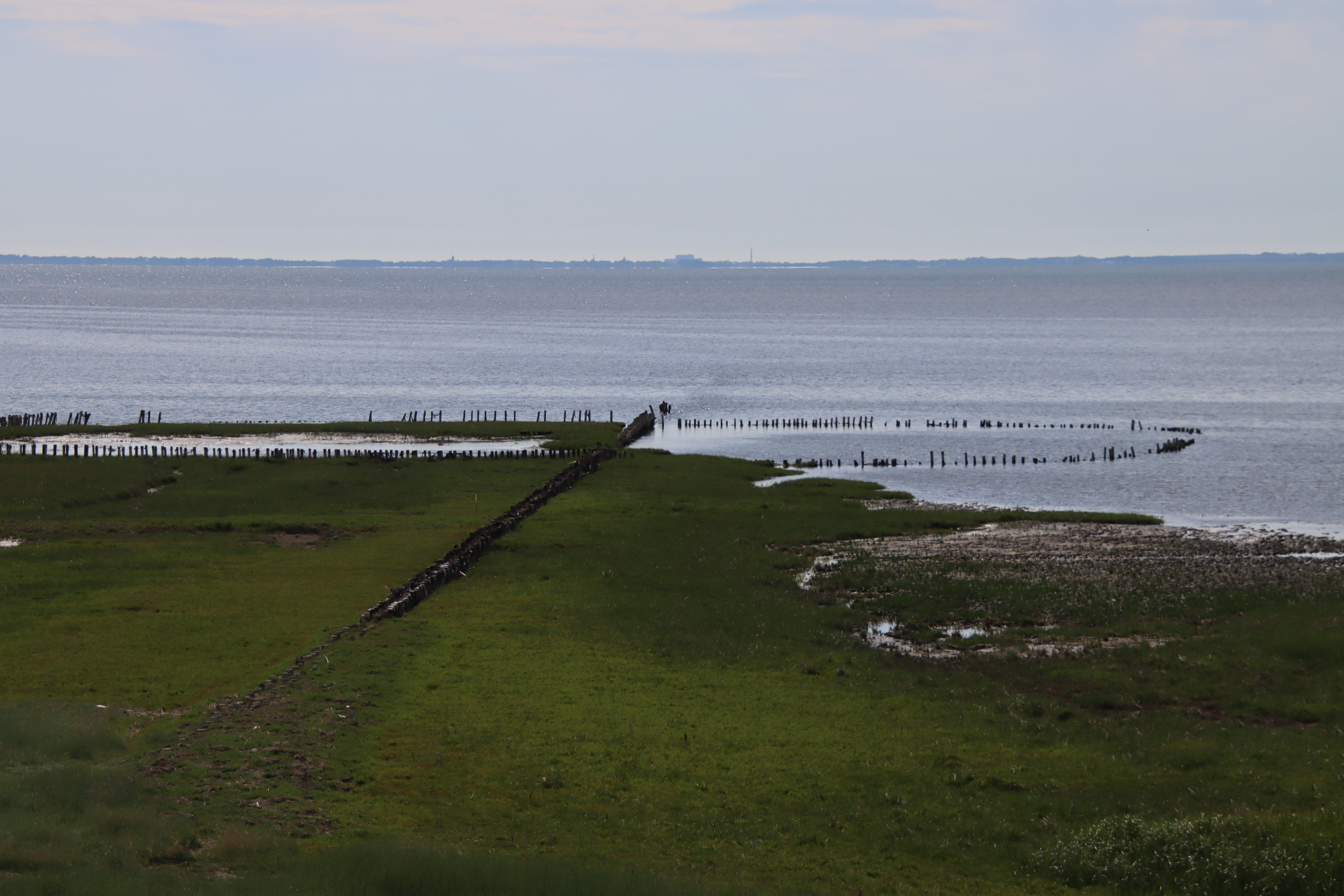
Buitendijkse landaanwas

## Voorgeschiedenis
Het onderhouden van zeedijken was in de late middeleeuwen ingericht als dijkplicht volgens aangrenzing. Wie land bezat dat aan een zeedijk grensde moest die dijk onderhouden. Tegenover deze plicht stond het recht op de landaanwas. De dijkplicht volgens aangrenzing werd in de loop van de tijd uitgebreid van aangrenzende landeigenaar naar aangrenzend dorp en grietenij. Ooit was Westergo bijna geheel omringd door water, maar met de voortgaande inpoldering van de dichtslibbende Middelzee hadden na 1500 alleen de westelijke grietenijen nog zeedijken te onderhouden. Na de inpoldering van de Middelzee veranderden de stromingen op de Friese Wadden en in de Zuiderzee, waardoor het buitendijks land van Westergo steeds verder afbrokkelde. Dit buitendijks land was onmisbaar voor het zeeweringsysteem van die tijd. De met graszoden bedekte aarden zeedijk kon een storm alleen weerstaan als de meeste kracht al uit de golven was voordat ze de voet van de dijk bereikten. Het buitendijks land werd beschermd met diverse houten constructies onder de verzamelnaam paalwerken.
De hertogen van Saksen die het na 1498 in Friesland voor het zeggen hadden, bemoeiden zich uiteraard ook met de lasten van het zeedijkonderhoud. Grondeigenaren moesten over elke gulden pacht die ze ontvingen een omslagheffing betalen en de hoogte daarvan was voor iedereen gelijk.  Dat leidde tot aanhoudende protesten van degenen die tot dan toe niets met Westergo’s zeedijken te maken hadden gehad. Het gevolg was dat in de loop der jaren de lasten voor landeigenaren in grietenijen die niet aan een zeedijk grensden (binnendijkers) werden verlicht ten koste van landeigenaren van grietenijen die wel aan een zeedijk grensden (buitendijkers).

## Arbitrage
Nadat in 1525 enkele kort opeenvolgende stormen grote schade hadden veroorzaakt, wilden de buitendijkers meer hulp van de binnendijkers van Westergo en Oostergo, maar die weigerden elke steun. Stadhouder George Schenck van Toutenburg bepaalde dat eerst de dijken in orde moesten worden gemaakt door degenen die tot dan toe daarvoor verantwoordelijk waren geweest. Daarna wilde hij de lopende geschillen oplossen. Oostergo wilde niets te maken hebben met de zeedijken van Westergo en binnendijkers van Westergo wilden wel voor één keer bijspringen, maar niet structureel. Op 26 mei 1525 werden volmachten en gedeputeerden aangewezen uit de steden en grietenijen die bij een dijkdoorbraak allemaal onder water zouden kunnen lopen: ende die all met eenen water overvloeden. Dat was dus het gebied dat na een zeedijkdoorbraak onder water zou komen te staan tot aan de eerstvolgende slaperdijk. Deze afgevaardigden mochten hun oplossingen naar voren brengen, maar als ze het niet eens konden worden zouden de stadhouder en enkele raadsheren optreden als arbiters. Het in middeleeuws Friesland bestaande systeem waarbij zoenlieden een conflict konden beslechten werd met deze enigszins aangepaste werkwijze voortgezet: de partijen verklaarden vooraf dat ze zich zouden neerleggen bij het besluit van de arbiters. Het besluit was dat de buitendijkers gedurende tien jaar hun dijken alleen zouden onderhouden.
De stormvloed van november 1532 veroorzaakte overal in Noordwest-Europa grote schade aan de zeedijken en er vielen veel slachtoffers. In Friesland was de schade ook enorm en de stadhouder verbood het uitvaren van schepen tussen begin maart en half mei 1533, omdat de bemanningsleden hard nodig waren voor het repareren van de zeedijken. Ook was nu duidelijk dat de afspraken van 1525 een te zware last op de buitendijkers hadden gelegd. 
Terwijl er hard werd gewerkt aan het repareren van de zeedijken werd er intensief overleg gevoerd over een nieuwe regeling voor het zeedijkonderhoud. In het verleden was het altijd moeilijk geweest om tot afspraken te komen, maar stadhouder en raadsheren waren ervan overtuigd dat een beslissing doordrukken met machtsvertoon de verhoudingen blijvend zou verstoren. Daarom werd opnieuw aan grietmannen en stadsbesturen gevraagd om op 27 maart 1533 drie of meer volmachten af te vaardigen die met volkomen macht en procuratie in Leeuwarden zonder enige ruggespraak over hun voorstellen zouden kunnen oordelen. Nadat die uitgebreid waren besproken gingen beide partijen akkoord met arbitrage. De arbiters legden hun voorstellen eerst nog voor aan de overste dijkgraaf van Westergo Frits van Grombach en aan diverse andere deskundigen. Die hadden ‘na rijp beraad’ hun goedkeuring gegeven. Niettemin verliep de besluitvorming snel. Op 7 april 1533 werden de besluiten gepubliceerd als ‘vuytspraecke, arbitraigie ende ordonnancie’. Het begrip Groot Arbitrament is later ontstaan.

## ‘vuytspraecke, arbitraigie ende ordonnancie’

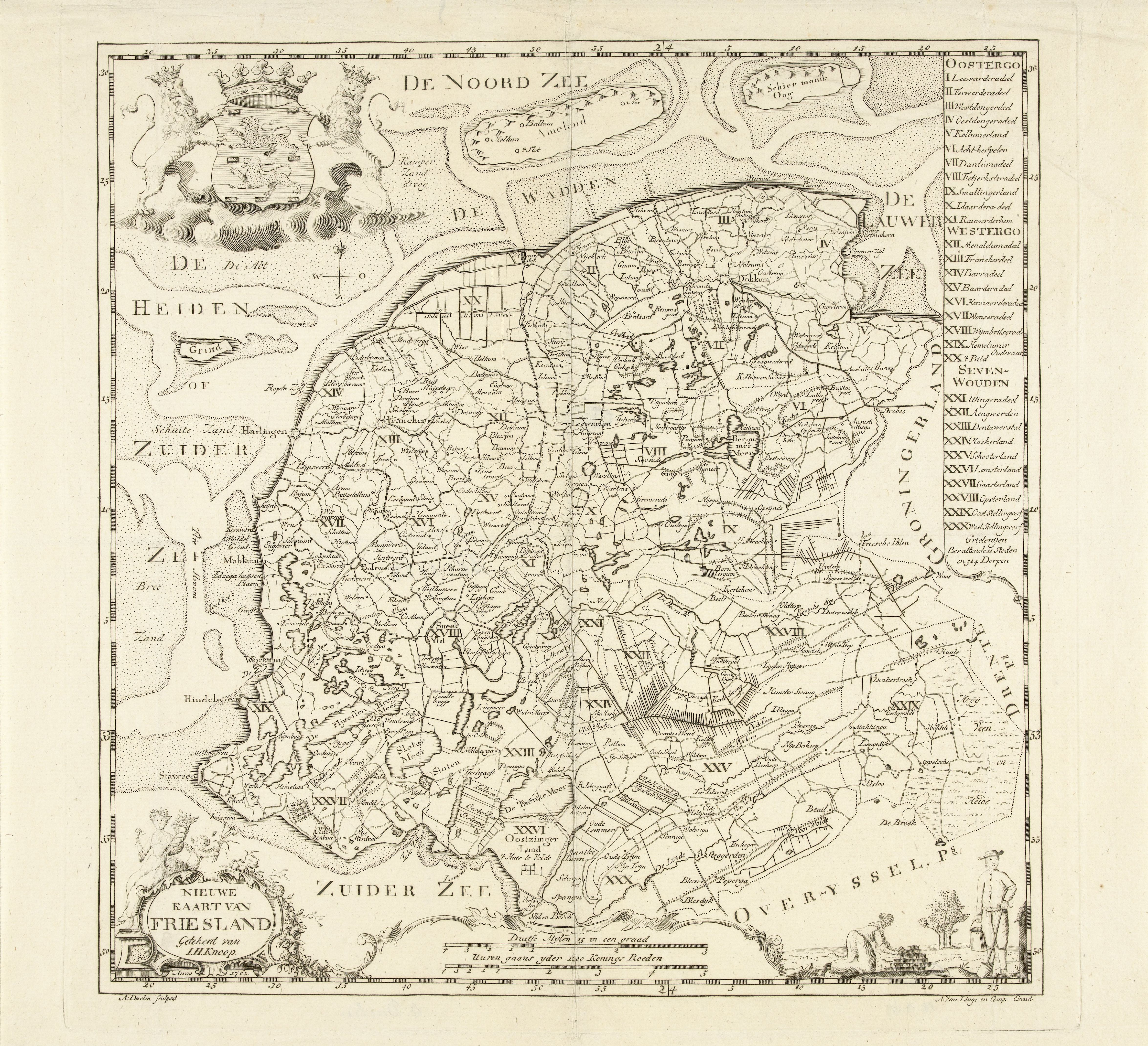
Kaart van Friesland uit 1762 met 30 grietenijen, 314 dorpen en 11 steden.

Het Groot Arbitrament gaf een nieuwe inhoud aan de begrippen binnendijkers en buitendijkers. Niet langer ging het om de vraag of een grietenij wel of niet grensde aan een zeedijk, maar om de vraag welk deel van het land bij een doorgebroken zeedijk onder water zou lopen. Wie daar land had was een buitendijker, wie achter een slaperdijk droog bleef was een binnendijker. Door deze principiële verandering liep de grens tussen binnendijkers en buitendijkers vaak dwars door grietenijen en dorpen.
De dijken langs de kust vanaf Het Bildt tot aan de grens met Overijssel werden verdeeld in vier trajecten:

Traject 1:
 van Het Bildt (‘Dijkshoek’) tot de Makkumer zijl. 
Dit traject werd gekwalificeerd als ‘de meeste last en het zwaarste werk’. Verantwoordelijk waren de Franeker Vijfdeelen (de stad Franeker met vijf grietenijen: Franekeradeel, Barradeel, Menaldumadeel, Baarderadeel en Hennaarderadeel) plus zeven dorpen van Wonseradeel (Kimswerd, Pingjum, Wons, Zurich, Kornwerd, Abbengawier en Makkum). Buitendijkers waren in dit gebied de landeigenaren ten westen van de Slachtedijk, binnendijkers die ten oosten van de Slachtedijk.

Traject 2:
 van de Makkumer zijl tot het Workumer hek. 
Verantwoordelijk waren Wonseradeel (zonder de zeven dorpen bij traject 1) en de stad Bolsward. Buitendijkers werden in dit gebied gescheiden van de binnendijkers door een slaperdijk die bij Achlum vanaf de Slachtedijk naar het zuiden liep (nu Monnikenweg), verder ging ten westen van Arum, door Witmarsum en dan zuidwaarts langs Schraard en Longerhouw liep. Ten westen van Bolsward ging hij verder zuidwaarts naar Tjerkwerd en vandaar als Hemdijk tot aan de grens van Wonseradeel en Wymbritseradeel. Binnendijkers waren de landeigenaren ten oosten van deze slaperdijk, buitendijkers die ten westen.

Traject 3:
 van het Workumer hek tot het Rode Klif.
Verantwoordelijk waren de grietenijen Wymbritseradeel, Hemelumer Oldeferd en Noordwolde en Utingeradeel en de steden Sneek, IJlst, Workum, Hindeloopen en Stavoren. De Hemdijk uit traject 2 zette zich voort in dit gebied langs Westhem en Oosthem, ging ten noorden van IJlst langs, liep door Sneek en boog naar het noordoosten en via Rauwerderhem naar Irnsum. Binnendijkers waren in dit gebied de landeigenaren ten noorden van deze slaperdijk, de buitendijkers die ten zuiden.

Traject 4:
 van het Rode Klif tot de grens van Overijssel (‘Feenhuijsen’, nu de Worstsloot bij Schoterzijl.) 
Verantwoordelijk waren zeven grietenijen van Zevenwouden (Aengwirden, Doniawerstal, Haskerland, Schoterland, Lemsterland, Opsterland en Gaasterland) en de stad Sloten. Dit gebied bestond alleen uit buitendijkers.

## Lastenverdeling tussen binnen- en buitendijkers

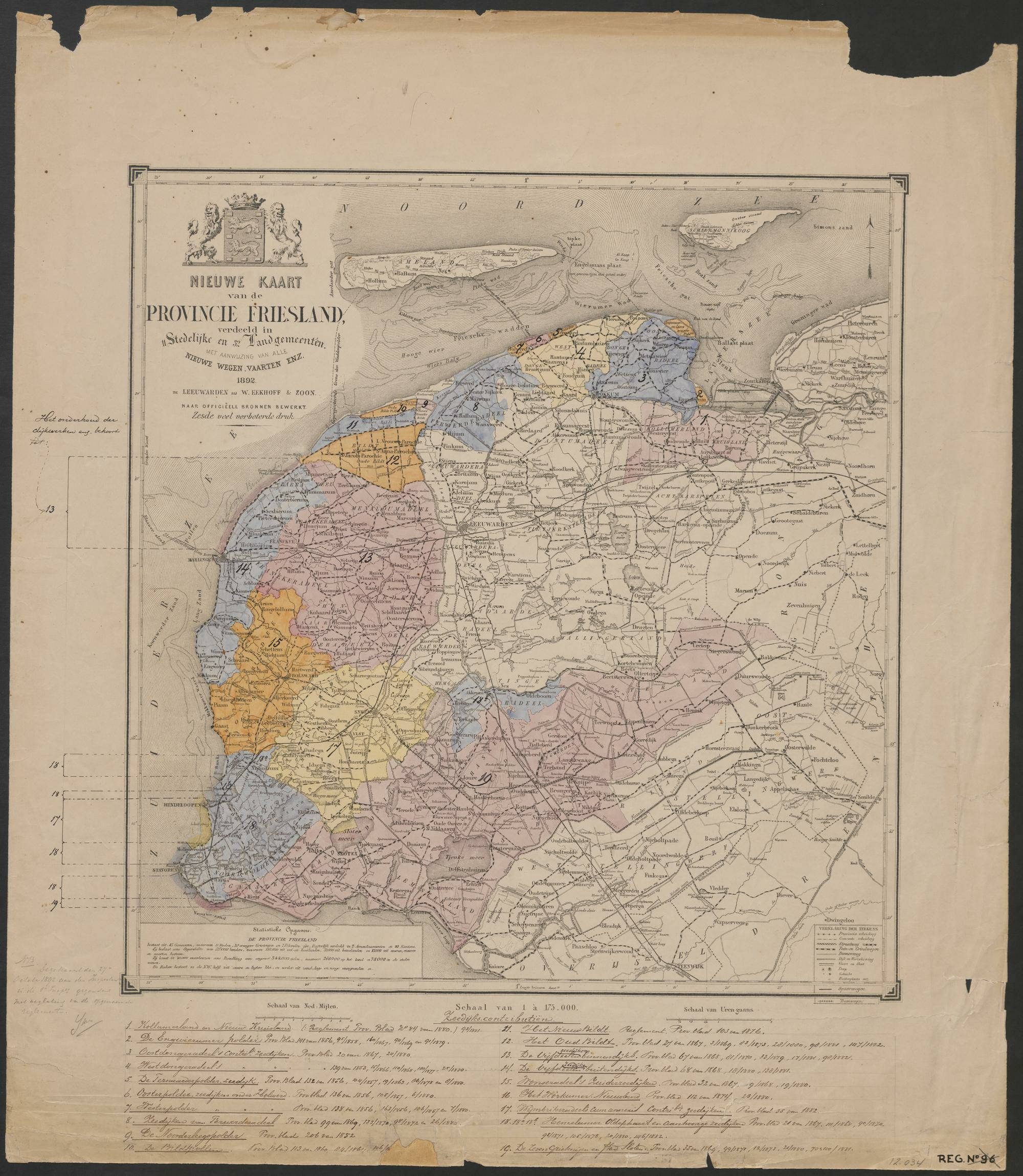
De waterschappen van Friesland met nummers aangegeven; de nummers 13 tot en met 19 bestrijken het gebied dat onder het Groot Arbitrament viel.

Bij de lastenverdeling werd onderscheid gemaakt tussen de lasten voor de aarden dijk en de lasten voor de paalwerken. De aarden dijk werd meestal onderhouden met hand-en-spandiensten door bewoners van het gebied met gebruikmaking van eigen materiaal zoals schep, kruiwagen, wagens en paarden. Paalwerken werden meestal aanbesteed en daarvoor moest geld worden opgebracht. De basis voor de te betalen omslagheffing was de huurwaarde (rente, pacht) van het land, uitgedrukt in goudguldens of florenen.
Traject 1.

Buitendijkers kregen drie vierde van het aardwerk te onderhouden, de binnendijkers één vierde. Voor de paalwerken gingen de binnendijkers per gulden rente de helft betalen van wat de buitendijkers gingen betalen. Omdat de huurwaarde van de gezamenlijke binnendijkers drie keer zo hoog was als die van de gezamenlijke buitendijkers betaalden de binnendijkers totaal 50% meer aan de paalwerken dan de binnendijkers.

Traject 2.

Buitendijkers kregen vier vijfde van het aardwerk te onderhouden, binnendijkers één vijfde. Voor de paalwerken gingen de binnendijkers per gulden rente de helft betalen van wat de buitendijkers gingen betalen.

Traject 3.

Utingeradeel kreeg een stuk van 200 roeden ten zuiden van Stavoren te onderhouden. Van het overige deel van het traject kregen de buitendijkers van de andere grietenijen en de steden zes zevende van het aardwerk te onderhouden, de binnendijkers één zevende. Voor de paalwerken betaalde Utingeradeel driekwart en de binnendijkers de helft van wat de buitendijkers per gulden rente betaalden.

Traject 4

Dit gebied kende alleen buitendijkers en die betaalden allemaal hetzelfde: ‘gulden gulden gelijk’. Weststellingwerf moest zijn eigen dijken zodanig onderhouden, dat de anderen er geen schade van zouden ondervinden.

## Dijkgraaf zelfstandige functie
Tot 1533 waren grietmannen altijd betrokken bij het dijkwerk en vaak fungeerden ze ook als dijkgraaf, soms enige tijd onder een overste dijkgraaf die was benoemd op het niveau van Westergo en Oostergo. Omdat in het Groot Arbitrament de dijkplicht over de grenzen van de grietenijen werd georganiseerd kwam er vanaf 1533 een scherpe scheiding tussen het grietmanschap en het dijkgraafschap. De afzonderlijke organisaties voor het dijkonderhoud werden contributies (later waterschappen) genoemd met een dijkgraaf aan het hoofd.
Traject 1 werd de Contributie der Vijfdeelen Zeedijken binnendijks en buitendijks, traject 2 de Contributie Wonseradeels Zuiderzeedijken, traject 3 Wymbritseradeel cum annexis Contributie Zeedijken en traject 4 de contributie De Zeven Grietenijen en de stad Sloten.
Aan de dijkgraaf van de contributie werden gedeputeerden toegevoegd, die werden gekozen door de gevolmachtigde afgevaardigden van grietenijen en steden. Waarschijnlijk zijn de dijkgraven aanvankelijk door stadhouder en hof aangesteld en bleef de overste dijkgraaf op districtsniveau nog in functie.

## Verdeling per contributie
| Contributie der Vijfdeelen Zeedijken | Contributie der Vijfdeelen Zeedijken | Contributie der Vijfdeelen Zeedijken | Contributie der Vijfdeelen Zeedijken |
| Buitendijks                          | Buitendijks                          | Binnendijks                          | Binnendijks                          |
| grietenij/stad                       | dorp                                 | grietenij/stad                       | dorp                                 |
| ------------------------------------ | ------------------------------------ | ------------------------------------ | ------------------------------------ |
| Barradeel                            | Firdgum                              | Barradeel                            | Minnertsga                           |
|                                      | Tzummarum                            | Franeker                             | stedelijk gebied                     |
|                                      | Klooster-Lidlum                      | Franekeradeel                        | Tzum                                 |
|                                      | Oosterbierum                         |                                      | Hitzum                               |
|                                      | Sexbierum                            |                                      | Achlum                               |
|                                      | Pietersbierum                        |                                      | Dongjum                              |
|                                      | Wijnaldum                            |                                      | Boer                                 |
|                                      | Almenum                              |                                      | Ried                                 |
| Harlingen                            | stedelijk gebied                     |                                      | Peins                                |
| Franekeradeel                        | Midlum                               |                                      | Zweins                               |
|                                      | Herbayum                             |                                      | Schalsum                             |
|                                      | Ludingakerke                         | Menaldumadeel                        | alle dorpen                          |
|                                      | Achlum                               | Baarderadeel                         | alle dorpen                          |
| Wonseradeel                          | Kimswerd                             | Hennaarderadeel                      | alle dorpen                          |
|                                      | Pingjum                              |                                      |                                      |
|                                      | Wons                                 |                                      |                                      |
|                                      | Zurich                               |                                      |                                      |
|                                      | Kornwerd                             |                                      |                                      |
|                                      | Abbengawier                          |                                      |                                      |
|                                      | Makkum                               |                                      |                                      |

| Wymbritseradeels c.a. Contributie Zeedijken | Wymbritseradeels c.a. Contributie Zeedijken | Wymbritseradeels c.a. Contributie Zeedijken | Wymbritseradeels c.a. Contributie Zeedijken |
| Buitendijks                                 | Buitendijks                                 | Binnendijks                                 | Binnendijks                                 |
| grietenij/stad                              | dorp                                        | grietenij/stad                              | dorp                                        |
| ------------------------------------------- | ------------------------------------------- | ------------------------------------------- | ------------------------------------------- |
| Wymbritseradeel                             | Oppenhuizen                                 | Wymbritseradeel                             | Wolsum                                      |
|                                             | Uitwellingerga                              |                                             | Nieuwland                                   |
|                                             | Jutrijp                                     |                                             | Folsgare                                    |
|                                             | Hommerts                                    |                                             | Tjalhuizum                                  |
|                                             | Smallebrugge                                |                                             | Tirns                                       |
|                                             | Woudsend                                    |                                             | Scharnegoutum                               |
|                                             | Ypecolsga                                   |                                             | Loënga                                      |
| IJlst                                       | stedelijk gebied                            |                                             | Westhem                                     |
| Sneek                                       | stedelijk gebied                            |                                             | Oosthem                                     |
|                                             | Indijk                                      |                                             | Abbega                                      |
|                                             | Heeg                                        |                                             | IJsbrechtum                                 |
|                                             | Gaastmeer                                   |                                             | Goënga                                      |
|                                             | Sanfirden                                   |                                             | Gauw                                        |
|                                             | Oudega                                      |                                             |                                             |
|                                             | Idzega                                      |                                             |                                             |

| Wonseradeels Zuiderzeedijken | Wonseradeels Zuiderzeedijken | Wonseradeels Zuiderzeedijken | Wonseradeels Zuiderzeedijken |
| Buitendijks                  | Buitendijks                  | Binnendijks                  | Binnendijks                  |
| grietenij/stad               | dorp                         | grietenij/stad               | dorp                         |
| ---------------------------- | ---------------------------- | ---------------------------- | ---------------------------- |
| Wonseradeel                  | Piaam                        | Wonseradeel                  | Lollum                       |
|                              | Gaast                        |                              | Burgwerd                     |
|                              | Wons                         |                              | Hichtum                      |
|                              | Schraard                     |                              | Hartwerd                     |
|                              | Longerhouw                   |                              | Oegeklooster                 |
|                              | de Marne                     |                              | Cnossens                     |
|                              | Exmorra                      |                              | Arum                         |
|                              | Allingawier                  |                              | Witmarsum                    |
|                              | Idsegahuizum                 |                              | Schettens                    |
|                              | Dedgum                       |                              | Tjerkwerd                    |
|                              | Parrega                      |                              | Oldeklooster                 |
|                              | Hieslum                      | Bolsward                     | stedelijk gebied             |
|                              | Ferwoude                     |                              |                              |
|                              | Greonterp                    |                              |                              |

Voor  dorpen met een gele achtergrond bestaat een bijzondere situatie wat hun dijkplicht betreft.
Contributie der Vijdeelen Zeedijken: Firdgum, Tzummarum, Kloosterlidlum en Oosterbierum hoorden voor het aardwerk bij de buitendijkers, maar voor de hoofden en het paalwerk bij de binnendijkers. Het gebied van Achlum lag deels buiten de Slachte en hoorde voor een kwart bij de buitendijkers en voor driekwart bij de binnendijkers. Van Wons hoorde twee derde van het gebied bij deze contributie, de rest bij Wonseradeels Zuiderzeedijken.
Wymbritseradeel  c.a. Contributie Zeedijken: de geel gemerkte binnendijkers-dorpen hoorden voor een klein deel ook bij de buitendijkers.
Wonseradeels Zuiderzeedijken: Wons voor één derde bij deze contributie, de geel gemerkte binnendijkers-dorpen voor een gering deel ook bij de buitendijkers.
De Contributie De Zeven Grietenijen en de Stad Sloten kende alleen buitendijkers en daar speelde het probleem van de kostenverdeling tussen binnen- en buitendijkers niet.

## Nazorg
De arbiters hadden de trajecten vastgesteld, per traject de dorpen, grietenijen en steden ingedeeld en de lastenverdeling tussen binnen- en buitendijkers vastgelegd. Als er over de ordonnantie tussen partijen onduidelijkheid zou ontstaan was de uitleg voorbehouden aan de arbiters. Nu moesten  nog binnen de contributies afspraken worden gemaakt over wie welk perceel van het traject in onderhoud kreeg. Ook daarbij was meestal arbitrage nodig om tot een definitieve regeling te komen. De lengte van het toegedeelde stuk dijk was niet het grootste probleem, want die was gekoppeld aan de hoeveelheid land van een dorp, uitgedrukt in florenen. Maar waar precies dat stuk lag gaf wel discussie. Sommige stukken zeedijk waren zwaarder in onderhoud dan andere. En nu ook dorpen zeedijkplichtig waren geworden die vrij ver van een zeedijk lagen, wilden die de afstand tot hun perceel toch graag zo kort mogelijk houden. Bij de contributie der Vijfdeelen Zeedijken werd het één vierde gedeelte van de binnendijkers verspreid over drie stukken om het lichte en zware onderhoud zo eerlijk mogelijk te verdelen. Het drie vierde gedeelte van de buitendijkers moest worden toegedeeld aan zeventien dorpen, een stad en twee kloosters. Bij zoveel tegenstelde belangen komen partijen er meestal niet uit en is arbitrage de enige oplossing.
De contributie van het derde traject werd in 1538 gesplitst in twee contributies: Van de cum annexis van Wymbritseradeel bleven alleen de steden Sneek en IJlst over, het overige ging samen in de contributie Hemelumer Oldephaert, Noordwolde, Utingeradeel met de steden Stavoren, Hindeloopen en Workum cum annexis.
In 1539 presenteerden de dijkplichtigen van de contributie der Vijfdeelen Zeedijken een concept dijkinstructie van zestien artikelen, die door stadhouder en Hof op 22 september als gezegelde oorkonde werd gepubliceerd. 
De dijkplichtigen mogen zodra de zittende dijkgraaf aftreedt uit hun midden een dijkgraaf nomineren, die daarna van het Hof van Friesland zijn commissie krijgt en wordt beëdigd. Daarnaast worden elk jaar vier gedeputeerden gekozen, twee namens de binnendijkers en twee namens de buitendijkers. Dijkgraaf en gedeputeerden bepalen wat nodig is om de zeedijken te onderhouden. De voorjaarsinspectie wordt gehouden op de maandag voor St. Gertrudis (17 maart) waarbij afgevaardigden van de dorpen en steden aanwezig moeten zijn, zodat ze weten wat er moet gebeuren. Een eveneens gekozen ontvanger-generaal ontvangt het benodigde geld, dat door grietmannen en dorpsrechters wordt geïnd. Wie niet betaalt krijgt te maken met gedwongen verkoop van grond.

Dergelijke dijkinstructies werden ook bij de andere contributies opgesteld, met vergelijkbare invloed van de dijkplichtigen.

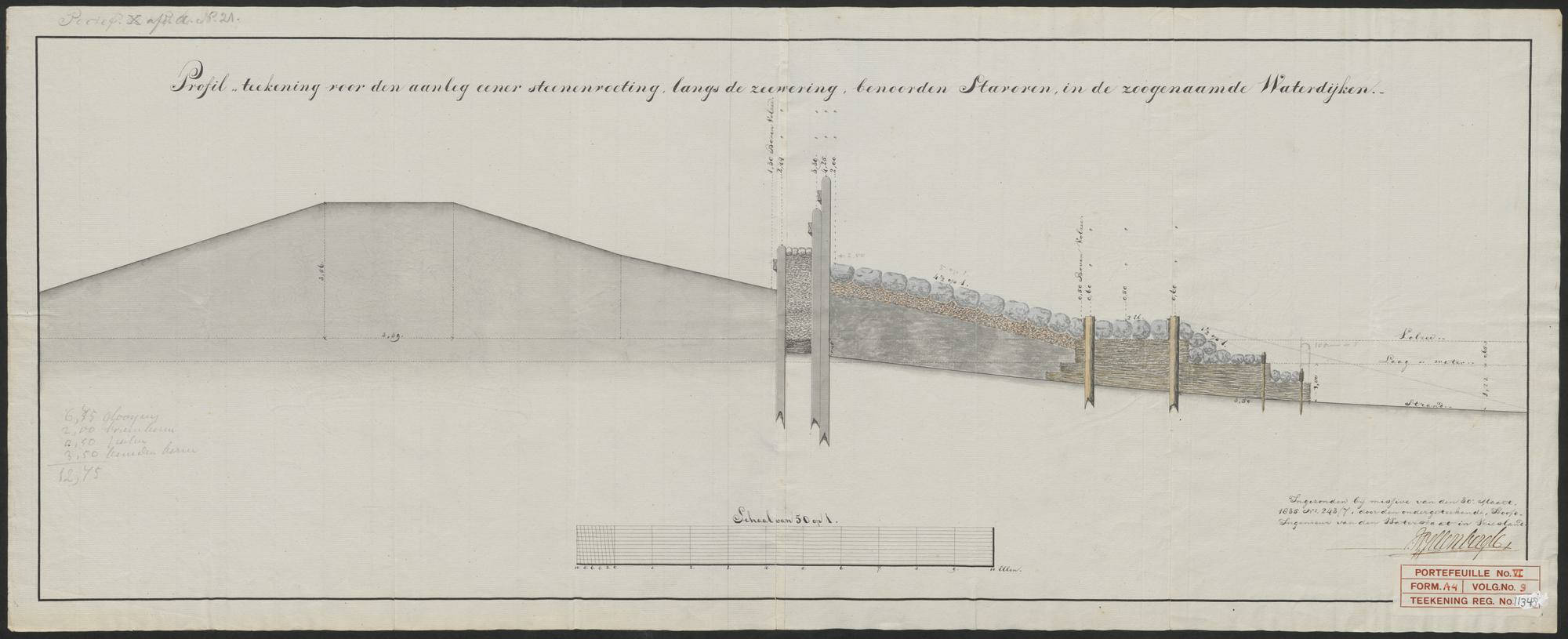
Na het verdwijnen van het buitendijks land werd de zeedijk direct met een zware stenen voet beschermd.

## Vervolg
Met het Groot Arbitrament was een uitstekend fundament gelegd voor het zeedijkonderhoud van Westergo en Zevenwouden. De aanpassingen in de volgende jaren tastten dat fundament nauwelijks aan. De gevolmachtigde afgevaardigden kregen binnen de contributies grote invloed, maar het Hof van Friesland hield het laatste woord. Het werd gebruikelijk dat één of twee raadsheren als commissarissen meeliepen met het dijkbestuur (dijkgraaf en gedeputeerden) bij de inspectie van de zeedijken. Geschillen tussen binnen- en buitendijkers bleven zich geregeld voordoen vanwege de onmiskenbare belangentegenstellingen.
De uitdeling van de zeedijkpercelen per dorp betekende dat de last van grote schade helemaal op dat dorp rustte, terwijl een naastliggend perceel van een ander dorp weinig of geen schade kon treffen. Het delen van de risico’s, gemeenmaking genoemd, was niet vanzelfsprekend. Bij de contributie der Vijfdeelen Zeedijken gebeurde de gemeenmaking in 1579, afzonderlijk voor binnendijkers en buitendijkers. Vanaf 1680 probeerde men bij Wonseradeels Zuiderzee Dijken over te gaan tot gemeenmaking, maar nog in 1715 werden daar zeedijken dorpsgewijs onderhouden. Na de stormvloed van 1717 beslisten de Staten van Friesland tot gemeenmaking van alle zeedijken.